# Cesarsko-królewska Obrona Krajowa

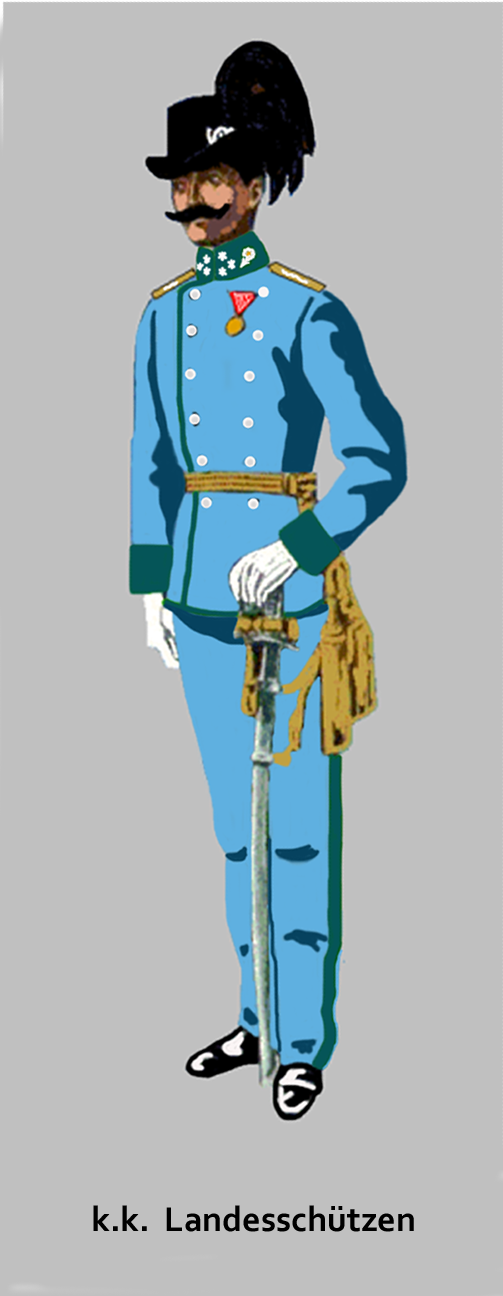
Kapitan Landwehry w mundurze paradnym

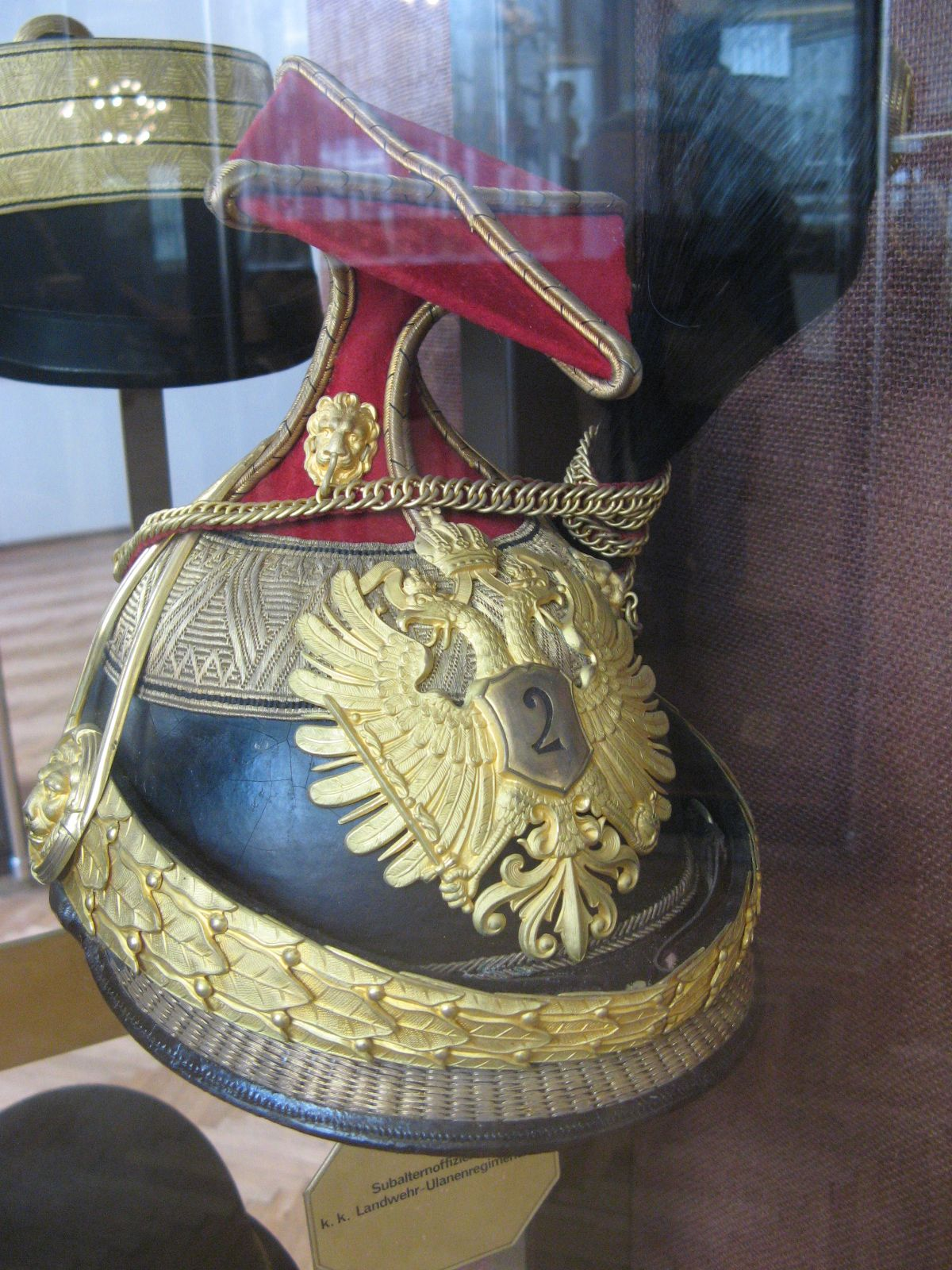
Czapka ułana z Landwehr Ulanenregiment Nr. 2

Cesarsko-królewska Obrona Krajowa (niem. Kaiserlich Königliche Landwehr) – jeden z czterech, obok wspólnego wojska (c. i k. Armia), wspólnej marynarki wojennej (k. u. k. Kriegsmarine) i królewsko-węgierskiej Obrony Krajowej, rodzajów sił zbrojnych Monarchii Austro-Węgierskiej, istniejący w latach 1869–1918.
W przeciwieństwie do Cesarstwa Niemieckiego, gdzie Landwehra formowała się w dużej mierze z rezerwistów i ludzi niewysłużonych, cesarsko-królewska Landwehra składała się z jednostek regularnych.
Obrony Krajowej nie należy mylić z Pospolitym Ruszeniem (Landsturm).
Korzenie Obrony Krajowej sięgają XVI wieku jako skłonienie do obrony kraju wszystkich zdolnych do służby wojskowej.
Podczas wojen napoleońskich patentem cesarza z 9 czerwca 1808 Obrona Krajowa stała się ogólną samodzielną formacją wojskową do uzupełnień regularnej armii. Została użyta podczas działań zbrojnych w 1809 i oraz w latach 1813–1814. W 1859 została na 10 lat rozwiązana.
W 1868 zostało utworzone c. k. Ministerstwo Obrony Kraju (niem. k. k. Ministerium für Landesverteidigung).

## Skład w 1914
W czasie wybuchu wojny w 1914 cesarsko-królewska Landwehra składała się z:
- 35 pułków piechoty (liniowej)
- 2 pułków piechoty górskiej
- 3 tyrolskich pułków strzelców krajowych (Landesschützen, od 1917 Kaiserschützen)
- 1 Reitende Tiroler Landesschützen-Division (w sile batalionu)
- 1 Reitende Dalmatiner Landesschützen-Division (w sile batalionu)
- 6 pułków ułanów
- 8 dywizjonów armat polowych
- 8 dywizjonów haubic polowych

| Organizacja pokojowa c. k. Obrony Krajowej w 1914 roku                                                    | Organizacja pokojowa c. k. Obrony Krajowej w 1914 roku     | Organizacja pokojowa c. k. Obrony Krajowej w 1914 roku |
| --- | ---------------------------------------------------------- | ------------------------------------------------------ |
| 13 Dywizja Piechoty Obrony Krajowej w Wiedniu komendant – FML Eduard Edler von Kreysa                     | 25 Brygada Piechoty Obrony Krajowej w Wiedniu              | Pułk Piechoty Obrony Krajowej Wien Nr 1                |
| 13 Dywizja Piechoty Obrony Krajowej w Wiedniu komendant – FML Eduard Edler von Kreysa                     | 25 Brygada Piechoty Obrony Krajowej w Wiedniu              | Pułk Piechoty Obrony Krajowej Wien Nr 24               |
| 13 Dywizja Piechoty Obrony Krajowej w Wiedniu komendant – FML Eduard Edler von Kreysa                     | 26 Brygada Piechoty Obrony Krajowej w Brnie (niem. Brünn)  | Pułk Piechoty Obrony Krajowej Brünn Nr 14              |
| 13 Dywizja Piechoty Obrony Krajowej w Wiedniu komendant – FML Eduard Edler von Kreysa                     | 26 Brygada Piechoty Obrony Krajowej w Brnie (niem. Brünn)  | Pułk Piechoty Obrony Krajowej Kremsier Nr 25           |
| 13 Dywizja Piechoty Obrony Krajowej w Wiedniu komendant – FML Eduard Edler von Kreysa                     | Dywizjon Armat Polowych Obrony Krajowej Nr 13              | Dywizjon Haubic Polowych Obrony Krajowej Nr 13         |
| 21 Dywizja Piechoty Obrony Krajowej w Pradze komendant – FML Artur Ritter von Przyborski                  | 41 Brygada Piechoty Obrony Krajowej w Pilźnie              | Pułk Piechoty Obrony Krajowej Eger Nr 6                |
| 21 Dywizja Piechoty Obrony Krajowej w Pradze komendant – FML Artur Ritter von Przyborski                  | 41 Brygada Piechoty Obrony Krajowej w Pilźnie              | Pułk Piechoty Obrony Krajowej Pilsen Nr 7              |
| 21 Dywizja Piechoty Obrony Krajowej w Pradze komendant – FML Artur Ritter von Przyborski                  | 42 Brygada Piechoty Obrony Krajowej w Pradze               | Pułk Piechoty Obrony Krajowej Prag Nr 8                |
| 21 Dywizja Piechoty Obrony Krajowej w Pradze komendant – FML Artur Ritter von Przyborski                  | 42 Brygada Piechoty Obrony Krajowej w Pradze               | Pułk Piechoty Obrony Krajowej Pisek Nr 28              |
| 21 Dywizja Piechoty Obrony Krajowej w Pradze komendant – FML Artur Ritter von Przyborski                  | 42 Brygada Piechoty Obrony Krajowej w Pradze               | Pułk Piechoty Obrony Krajowej Budweis Nr 29            |
| 21 Dywizja Piechoty Obrony Krajowej w Pradze komendant – FML Artur Ritter von Przyborski                  | Dywizjon Armat Polowych Obrony Krajowej Nr 21              | Dywizjon Haubic Polowych Obrony Krajowej Nr 21         |
| 22 Dywizja Piechoty Obrony Krajowej w Grazu komendant – FML Heinrich Ritter von Krauss-Elislago           | 43 Brygada Piechoty Obrony Krajowej w Grazu                | Pułk Piechoty Obrony Krajowej Graz Nr 3                |
| 22 Dywizja Piechoty Obrony Krajowej w Grazu komendant – FML Heinrich Ritter von Krauss-Elislago           | 43 Brygada Piechoty Obrony Krajowej w Grazu                | Pułk Piechoty Obrony Krajowej Marburg Nr 26            |
| 22 Dywizja Piechoty Obrony Krajowej w Grazu komendant – FML Heinrich Ritter von Krauss-Elislago           | 44 Brygada Piechoty Obrony Krajowej w Lublanie             | Pułk Piechoty Obrony Krajowej Klagenfurt Nr 4          |
| 22 Dywizja Piechoty Obrony Krajowej w Grazu komendant – FML Heinrich Ritter von Krauss-Elislago           | 44 Brygada Piechoty Obrony Krajowej w Lublanie             | Pułk Piechoty Obrony Krajowej Pola Nr 5                |
| 22 Dywizja Piechoty Obrony Krajowej w Grazu komendant – FML Heinrich Ritter von Krauss-Elislago           | 44 Brygada Piechoty Obrony Krajowej w Lublanie             | Pułk Piechoty Obrony Krajowej Laibach Nr 27            |
| 22 Dywizja Piechoty Obrony Krajowej w Grazu komendant – FML Heinrich Ritter von Krauss-Elislago           | Dywizjon Armat Polowych Obrony Krajowej Nr 22              | Dywizjon Haubic Polowych Obrony Krajowej Nr 22         |
| 26 Dywizja Piechoty Obrony Krajowej w Litomierzycach komendant – FML Karl von Křtek                       | 51 Brygada Piechoty Obrony Krajowej w Jiczynie             | Pułk Piechoty Obrony Krajowej Jičín Nr 11              |
| 26 Dywizja Piechoty Obrony Krajowej w Litomierzycach komendant – FML Karl von Křtek                       | 51 Brygada Piechoty Obrony Krajowej w Jiczynie             | Pułk Piechoty Obrony Krajowej Časlau Nr 12             |
| 26 Dywizja Piechoty Obrony Krajowej w Litomierzycach komendant – FML Karl von Křtek                       | 51 Brygada Piechoty Obrony Krajowej w Jiczynie             | Pułk Piechoty Obrony Krajowej Hohenmauth Nr 30         |
| 26 Dywizja Piechoty Obrony Krajowej w Litomierzycach komendant – FML Karl von Křtek                       | 52 Brygada Piechoty Obrony Krajowej w Litomierzycach       | Pułk Piechoty Obrony Krajowej Leitmeritz Nr 9          |
| 26 Dywizja Piechoty Obrony Krajowej w Litomierzycach komendant – FML Karl von Křtek                       | 52 Brygada Piechoty Obrony Krajowej w Litomierzycach       | Pułk Piechoty Obrony Krajowej Jungbunzlau Nr 10        |
| 26 Dywizja Piechoty Obrony Krajowej w Litomierzycach komendant – FML Karl von Křtek                       | Dywizjon Armat Polowych Obrony Krajowej Nr 26              | Dywizjon Haubic Polowych Obrony Krajowej Nr 26         |
| 43 Dywizja Piechoty Obrony Krajowej w Czerniowcach komendant – FML Albert Schmidt von Georgenegg          | 85 Brygada Piechoty Obrony Krajowej we Lwowie              | Pułk Piechoty Obrony Krajowej Lemberg Nr 19            |
| 43 Dywizja Piechoty Obrony Krajowej w Czerniowcach komendant – FML Albert Schmidt von Georgenegg          | 85 Brygada Piechoty Obrony Krajowej we Lwowie              | Pułk Piechoty Obrony Krajowej Złoczów Nr 35            |
| 43 Dywizja Piechoty Obrony Krajowej w Czerniowcach komendant – FML Albert Schmidt von Georgenegg          | 86 Brygada Piechoty Obrony Krajowej w Czerniowcach         | Pułk Piechoty Obrony Krajowej Stanislau Nr 20          |
| 43 Dywizja Piechoty Obrony Krajowej w Czerniowcach komendant – FML Albert Schmidt von Georgenegg          | 86 Brygada Piechoty Obrony Krajowej w Czerniowcach         | Pułk Piechoty Obrony Krajowej Czernovitz Nr 22         |
| 43 Dywizja Piechoty Obrony Krajowej w Czerniowcach komendant – FML Albert Schmidt von Georgenegg          | 86 Brygada Piechoty Obrony Krajowej w Czerniowcach         | Pułk Piechoty Obrony Krajowej Kolomea Nr 36            |
| 43 Dywizja Piechoty Obrony Krajowej w Czerniowcach komendant – FML Albert Schmidt von Georgenegg          | Dywizjon Armat Polowych Obrony Krajowej Nr 43              | Dywizjon Haubic Polowych Obrony Krajowej Nr 43         |
| 44 Dywizja Piechoty Obrony Krajowej w Innsbrucku komendant – FML Heinrich Tschurtschenthaler von Helmheim | 87 Brygada Piechoty Obrony Krajowej w Linzu                | Pułk Piechoty Obrony Krajowej Linz Nr 2                |
| 44 Dywizja Piechoty Obrony Krajowej w Innsbrucku komendant – FML Heinrich Tschurtschenthaler von Helmheim | 87 Brygada Piechoty Obrony Krajowej w Linzu                | Pułk Piechoty Obrony Krajowej St. Pölten Nr 21         |
| 44 Dywizja Piechoty Obrony Krajowej w Innsbrucku komendant – FML Heinrich Tschurtschenthaler von Helmheim | 88 Brygada Piechoty Obrony Krajowej w Bolzano (nim. Bozen) | Pułk Strzelców Krajowych Trient Nr I                   |
| 44 Dywizja Piechoty Obrony Krajowej w Innsbrucku komendant – FML Heinrich Tschurtschenthaler von Helmheim | 88 Brygada Piechoty Obrony Krajowej w Bolzano (nim. Bozen) | Pułk Strzelców Krajowych Bozen Nr II                   |
| 44 Dywizja Piechoty Obrony Krajowej w Innsbrucku komendant – FML Heinrich Tschurtschenthaler von Helmheim | 88 Brygada Piechoty Obrony Krajowej w Bolzano (nim. Bozen) | Pułk Strzelców Krajowych Innichen Nr III               |
| 44 Dywizja Piechoty Obrony Krajowej w Innsbrucku komendant – FML Heinrich Tschurtschenthaler von Helmheim | Dywizjon Armat Polowych Obrony Krajowej Nr 44              | Dywizjon Haubic Polowych Obrony Krajowej Nr 44         |
| 45 Dywizja Piechoty Obrony Krajowej w Przemyślu komendant – FML Stephan Ljubičić                          | 89 Brygada Piechoty Obrony Krajowej w Przemyślu            | Pułk Piechoty Obrony Krajowej Przemyśl Nr 18           |
| 45 Dywizja Piechoty Obrony Krajowej w Przemyślu komendant – FML Stephan Ljubičić                          | 89 Brygada Piechoty Obrony Krajowej w Przemyślu            | Pułk Piechoty Obrony Krajowej Stryj Nr 33              |
| 45 Dywizja Piechoty Obrony Krajowej w Przemyślu komendant – FML Stephan Ljubičić                          | 90 Brygada Piechoty Obrony Krajowej w Jarosławiu           | Pułk Piechoty Obrony Krajowej Rzeszów Nr 17            |
| 45 Dywizja Piechoty Obrony Krajowej w Przemyślu komendant – FML Stephan Ljubičić                          | 90 Brygada Piechoty Obrony Krajowej w Jarosławiu           | Pułk Piechoty Obrony Krajowej Jaroslau Nr 34           |
| 45 Dywizja Piechoty Obrony Krajowej w Przemyślu komendant – FML Stephan Ljubičić                          | Dywizjon Armat Polowych Obrony Krajowej Nr 45              | Dywizjon Haubic Polowych Obrony Krajowej Nr 45         |
| 46 Dywizja Piechoty Obrony Krajowej w Krakowie komendant – FML Karl Nastopil                              | 91 Brygada Piechoty Obrony Krajowej w Krakowie             | Pułk Piechoty Obrony Krajowej Krakau Nr 16             |
| 46 Dywizja Piechoty Obrony Krajowej w Krakowie komendant – FML Karl Nastopil                              | 91 Brygada Piechoty Obrony Krajowej w Krakowie             | Pułk Piechoty Obrony Krajowej Teschen Nr 31            |
| 46 Dywizja Piechoty Obrony Krajowej w Krakowie komendant – FML Karl Nastopil                              | 91 Brygada Piechoty Obrony Krajowej w Krakowie             | Pułk Piechoty Obrony Krajowej Neusandez Nr 32          |
| 46 Dywizja Piechoty Obrony Krajowej w Krakowie komendant – FML Karl Nastopil                              | 92 Brygada Piechoty Obrony Krajowej w Ołomuńcu             | Pułk Piechoty Obrony Krajowej Olmütz Nr 13             |
| 46 Dywizja Piechoty Obrony Krajowej w Krakowie komendant – FML Karl Nastopil                              | 92 Brygada Piechoty Obrony Krajowej w Ołomuńcu             | Pułk Piechoty Obrony Krajowej Troppau Nr 15            |
| 46 Dywizja Piechoty Obrony Krajowej w Krakowie komendant – FML Karl Nastopil                              | Dywizjon Armat Polowych Obrony Krajowej Nr 46              | Dywizjon Haubic Polowych Obrony Krajowej Nr 46         |
| 47 Dywizja Piechoty w Castelnuovo                                                                         | 4 Brygada Górska w Dubrowniku (wł. Ragusa)                 | Pułk Piechoty Obrony Krajowej Gravosa Nr 37            |
| 47 Dywizja Piechoty w Castelnuovo                                                                         | 5 Brygada Górska w Splicie (wł. Spalato)                   | Pułk Piechoty Obrony Krajowej Zara Nr 23               |
| | 1 Brygada Kawalerii Obrony Krajowej w Weis                 | Pułk Ułanów Obrony Krajowej Nr 5                       |
| Pułk Ułanów Obrony Krajowej Nr 6                                                                          | 1 Brygada Kawalerii Obrony Krajowej w Weis                 |                                                        |
| Tyrolski Dywizjon Konnych Strzelców Krajowych                                                             | 1 Brygada Kawalerii Obrony Krajowej w Weis                 |                                                        |
| 2 Brygada Kawalerii Obrony Krajowej w Ołomuńcu                                                            | Pułk Ułanów Obrony Krajowej Nr 2                           |                                                        |
| 2 Brygada Kawalerii Obrony Krajowej w Ołomuńcu                                                            | Pułk Ułanów Obrony Krajowej Nr 4                           |                                                        |
| 2 Brygada Kawalerii Obrony Krajowej w Ołomuńcu                                                            | Kurs Oficerów Kawalerii Obrony Krajowej w Ołomuńcu         |                                                        |
| 3 Brygada Kawalerii Obrony Krajowej we Lwowie                                                             | Pułk Ułanów Obrony Krajowej Nr 1                           |                                                        |
| 3 Brygada Kawalerii Obrony Krajowej we Lwowie                                                             | Pułk Ułanów Obrony Krajowej Nr 3                           |                                                        |
| |                                                            | Dalmatyński Dywizjon Konnych Strzelców Krajowych       |

### Pułki piechoty
Cechą charakterystyczną cesarsko-królewskiej Obrony Krajowej było to, iż każdy z jej pułków piechoty składał się jedynie z trzech batalionów, a nie jak pozostałe pułki piechoty – z czterech batalionów.
- k.k. Landwehr Infanterie Regiment Nr. 4

Przydział: 44. Landwehr Infanteriebrigade – 22. Landwehr Infanterie Truppendivision – III Korpus Armijny
Sformowany: 1889
Miejsce postoju: Klagenfurt
Narodowości: 79% Niemcy – 21% inni
Okręg poboru: Klagenfurt (Karyntia)
Komendant: Pułkownik (Oberst) Friedrich Eckhardt von Eckhardtsburg
Od 11 kwietnia 1917 pod nazwą k.k. Gebirgs-Schützenregiment Nr. 1

### Kawaleria

#### Kawaleria strzelców krajowych
- k.k. Reitende Tiroler Landesschützen Division

Przydział: 1. Landwehr Kavalleriebrigade
Narodowości: 58% Niemcy – 38% Tyrolczycy – 4% inni
Sformowany: 1872
Miejsce postoju: Trydent (Trient)
Dowódca: Oberstleutnant Moritz Srnka
- k.k. Reitende Dalmatiner Landesschützen Division

Narodowości: 82% Serbowie/Chorwaci – 18% inni
Sformowany: 1874
Miejsce postoju: Sinj
Dowódca: Oberstleutnant Julius Stöger-Steiner

#### Pułki ułanów
- k.k. Landwehr Ulanen Regiment Nr. 1

Przydział: 3. Landwehr Kavalleriebrigade
Narodowości: 65% Rusini – 30% Polacy – 5% inni
Okręg poboru: Lwów (Lemberg)
Miejsce postoju: Lwów (Lemberg)
Dowódca: Pułkownik (Oberst) Gustav Resch
- k.k. Landwehr Ulanen Regiment Nr. 2

Przydział: 2. Landwehr Kavalleriebrigade
Narodowości: 58% Czesi – 42% inni
Okręg poboru: Litomierzyce (Leitmeritz)
Miejsce postoju: Vysoké Mýto (Hohenmauth)
Dowódca: Pułkownik (Oberst) Emil Hofsass
- k.k. Landwehr Ulanen Regiment Nr. 3

Przydział: 3. Landwehr Kavalleriebrigade
Narodowości: 69% Polacy – 26% Rusini – 5% inni
Okręg poboru: Przemyśl
Miejsce postoju: Rzeszów
Dowódca: Pułkownik (Oberst) Valerian Fehmel
- k.k. Landwehr Ulanen Regiment Nr. 4

Przydział: 2. Landwehr Kavalleriebrigade
Narodowości: 85% Polacy – 15% inni
Okręg poboru: Kraków (Krakau)
Miejsce postoju: Ołomuniec
Dowódca: Pułkownik (Oberst) Josef Weidenhoffer
- k.k. Landwehr Ulanen Regiment Nr. 5

Przydział: 1. Landwehr Kavalleriebrigade
Narodowości: 97% Niemcy – 3% inni
Okręg poboru: Wiedeń (Wien)
Miejsce postoju: Stockerau
Dowódca: Pułkownik (Oberst) Julius Brandmeyer
- k.k. Landwehr Ulanen Regiment Nr. 6

Przydział: 1. Landwehr Kavalleriebrigade
Narodowości: 60% Niemcy – 39% Czesi – 1% inni
Okręg poboru: Praga
Miejsce postoju: Wels
Dowódca: Pułkownik (Oberst) Ferdinand von Habermann

### Artyleria

#### Dywizjony armat polowych
- k.k. Landwehr Feldkanonendivision Nr. 13

Sformowany: 1913
Narodowości: 83% Niemcy – 17% inni
Okręg poboru: Wiedeń (Wien)
Miejsce postoju: Wiedeń (Wien)
- k.k. Landwehr Feldkanonendivision Nr. 21

Sformowany: 1913
Narodowości: 27% Niemcy – 72% Czesi – 1% inni
Okręg poboru: Praga
Miejsce postoju: Praga
- k.k. Landwehr Feldkanonendivision Nr. 22

Sformowany: 1913
Narodowości: 71% Niemcy – 26% Słoweńcy – 3% inni
Okręg poboru: Graz
Miejsce postoju: Graz
- k.k. Landwehr Feldkanonendivision Nr. 26

Sformowany: 1913
Narodowości: 55% Niemcy – 43% Czesi – 2% inni
Okręg poboru: Litomierzyce (Leitmeritz)
Miejsce postoju: Theresienstadt
- k.k. Landwehr Feldkanonendivision Nr. 43

Sformowany: 1913
Narodowości: 55% Rusini – 25% Polacy – 20% inni
Okręg poboru: Lwów (Lemberg)
Miejsce postoju: Lwów (Lemberg)
- k.k. Landwehr Feldkanonendivision Nr. 44

Sformowany: 1913
Narodowości: 60% Niemcy – 39% Czesi – 1% inni
Okręg poboru: Praga
Miejsce postoju: Linz
- k.k. Landwehr Feldkanonendivision Nr. 45

Sformowany: 1913
Narodowości: 60% Rusini – 25% Polacy – 15% inni
Okręg poboru: Przemyśl
Miejsce postoju: Przemyśl
- k.k. Landwehr Feldkanonendivision Nr. 46

Sformowany: 1913
Narodowości: 49% Polacy – 27% Niemcy – 24% inni
Okręg poboru: Kraków
Miejsce postoju: Ołomuniec

#### Dywizjony haubic polowych
- k.k. Landwehr Feldkhaubitzdivision Nr. 13

Sformowany: 1909
Narodowości: 83% Niemcy – 17% inni
Okręg poboru: Wiedeń (Wien)
Miejsce postoju: Wiedeń (Wien)
- k.k. Landwehr Feldhaubitzdivision Nr. 21

Sformowany: 1909
Narodowości: 27% Niemcy – 72% Czesi – 1% inni
Okręg poboru: Praga
Miejsce postoju: Praga
- k.k. Landwehr Feldhaubitzdivision Nr. 22

Sformowany: 1909
Narodowości: 71% Niemcy – 26% Słoweńcy – 3% inni
Okręg poboru: Graz
Miejsce postoju: Graz
- k.k. Landwehr Feldhaubitzdivision Nr. 26

Sformowany: 1909
Narodowości: 55% Niemcy – 43% Czesi – 2% inni
Okręg poboru: Litomierzyce (Leitmeritz)
Miejsce postoju: Theresienstadt
- k.k. Landwehr Feldhaubitzdivision Nr. 43

Sformowany: 1909
Narodowości: 55% Rusini – 25% Polacy – 20% inni
Okręg poboru: Lwów (Lemberg)
Miejsce postoju: Lwów (Lemberg)
- k.k. Landwehr Feldhaubitzdivision Nr. 44

Sformowany: 1909
Narodowości: 60% Niemcy – 39% Czesi – 1% inni
Okręg poboru: Praga
Miejsce postoju: Linz
- k.k. Feldhaubitzdivision Nr. 45

Sformowany: 1909
Narodowości: 60% Rusini – 25% Polacy – 15% inni
Okręg poboru: Przemyśl
Miejsce postoju: Przemyśl
- k.k. Landwehr Feldhaubitzdivision Nr. 46

Sformowany: 1909
Narodowości: 49% Polacy – 27% Niemcy – 24% inni
Okręg poboru: Kraków (Krakau)
Miejsce postoju: Ołomuniec

## Zmiana nazewnictwa w 1917
W maju 1917 cesarz Karol zmienił nazewnictwo poszczególnych jednostek z K.k. Landwehrinfanterieregiment na k.k. Schützenregiment. Nieoficjalnie zmiana powodowana była chęcią uznania zasług bojowych jednostek Landwehry, walczących na wszystkich austro-węgierskich frontach I wojny światowej.